# Chiesa della Sacra Famiglia (Prato)
La chiesa della Sacra Famiglia si trova a Prato.

## Storia e descrizione
La chiesa, opera di Silvestro Bardazzi e Francesco Gurrieri (1961-1970), è un suggestivo blocco tronco piramidale, coperto in alluminio su un basamento in cemento; all'interno, con soffitto segnato da robuste nervature a cassettone, i vari spazi liturgici sono ornati da opere di Tito Amodei, Vitaliano De Angelis, Milo Milani. L'ambone col Cristo benedicente è opera di Orazio Valentini, mentre il Crocifisso di bronzo è di padre Tito Amodei.
Fuori il particolare campanile ospita quattro campane in FA3, colate dal milanese Gianluigi Barigozzi nel 1980.

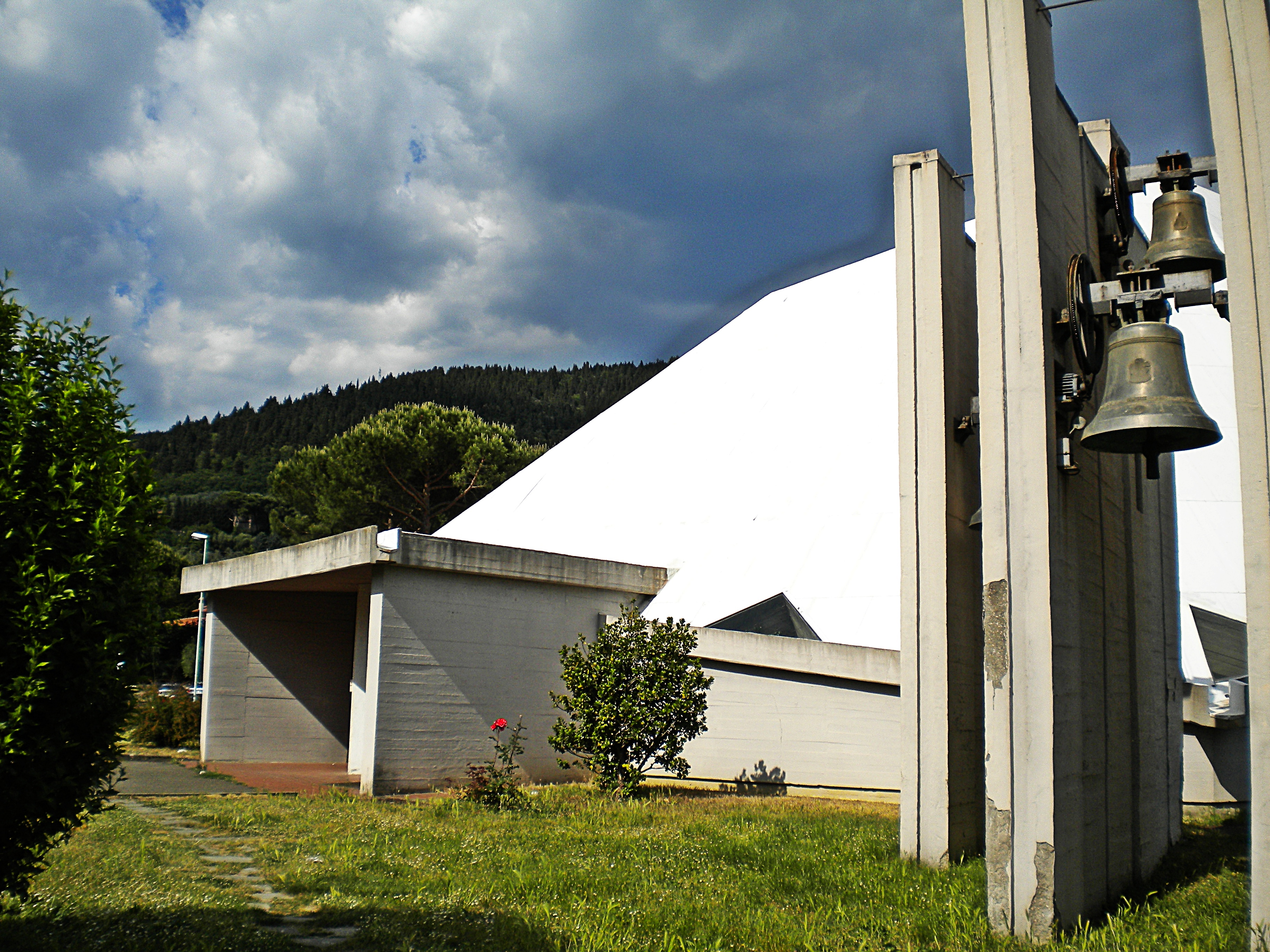
Ingresso e campanile
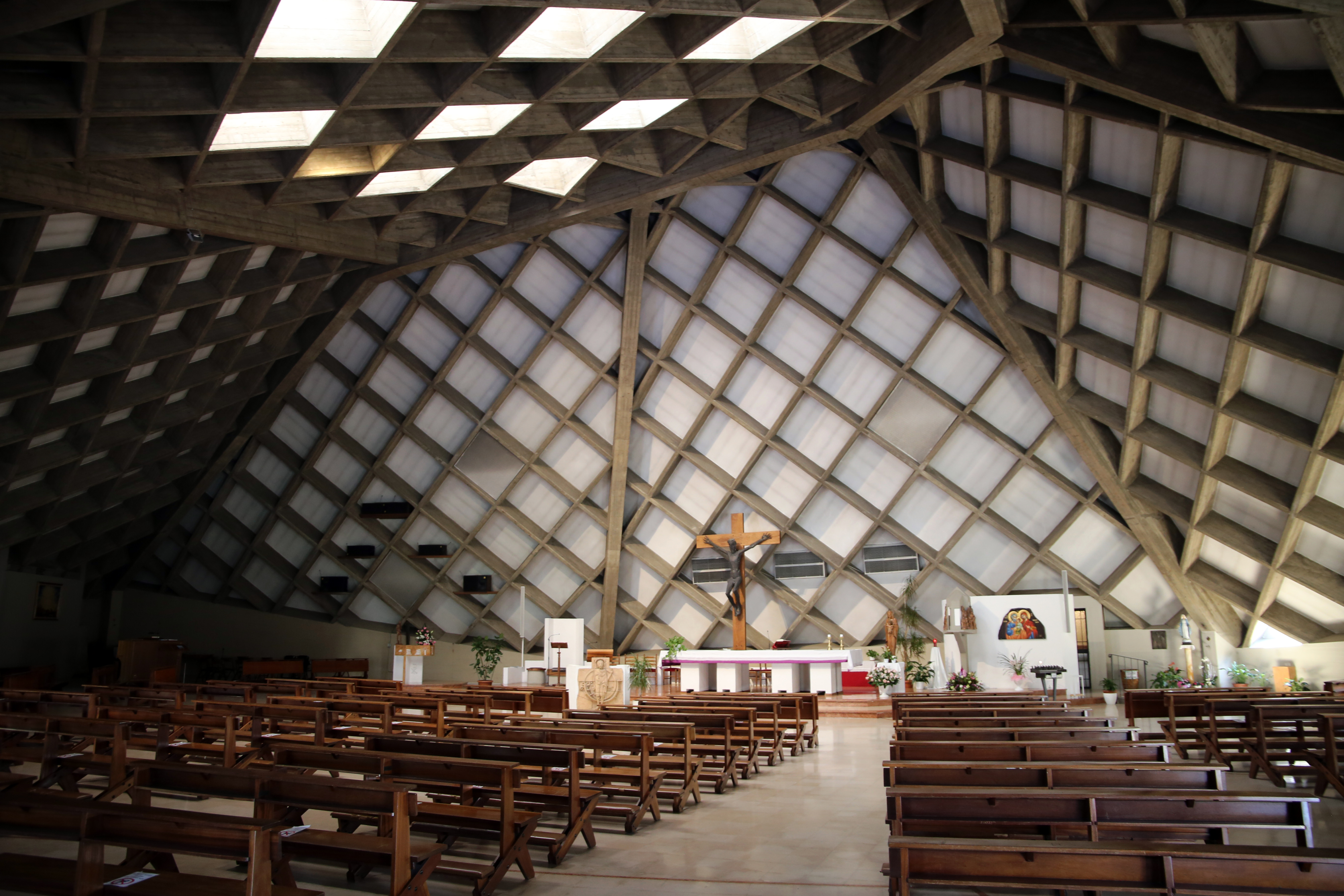
Interno